# Zimnik (dopływ Wilkówki)
Zimnik – potok, lewostronny dopływ Wilkówki.
Potok wypływa z położonego na wysokości około 590 m źródła na południowo-zachodnich stokach Magurki Wilkowickiej w Beskidzie Małym. Spływa początkowo w kierunku południowo-zachodnim, później zakręca na zachód i uchodzi do Wilkówki na wysokości około 485 m.
Zimnik to niewielki potok, ma długość około 1,1 km. Cała jego zlewnia obejmuje porośnięte lasem obszary Beskidu Małego w obrębie miejscowości Wilkowice. Tylko ujście do Wilkówki znajduje się na zabudowanym obszarze, w najwyższej części należącego do Wilkowic osiedla domków letniskowych.